# Álvaro Rocha
Álvaro Rocha Pereira da Silva, ou simplesmente Álvaro Rocha (Valença, 1874 — Niterói, 1964), foi um advogado e político brasileiro.
Formou-se pela Faculdade de Direito de São Paulo em 1895, quando então foi nomeado oficial de gabinete do presidente do estado do Rio de Janeiro, Joaquim Maurício de Abreu.
No ano de 1898 atuou como promotor de Justiça da comarca de Barra do Piraí, deixando o cargo para militar no Partido Republicano Fluminense, passando a integrar sua comissão executiva.
Foi eleito vereador em Barra do Piraí em várias legislaturas, presidindo a Câmara Municipal entre 1907 e 1910. Como deputado estadual, foi líder da maioria entre 1913 e 1914. Elegeu-se novamente vereador em 1915 e em 1923 foi eleito novamente para a Assembléia Legislativa fluminense e em 1924 deputado federal, permanecendo no cargo até 1926, conseguindo reeleição em 1927, mas renunciou para ser secretário estadual do Interior e Justiça no governo de Manuel Duarte.
Depois da Revolução de 1930, retornou à política em Barra do Piraí, obtendo a primeira suplência como deputado federal no Partido Evolucionista. Foi nomeado em 1939 membro do conselho administrativo da Caixa Econômica Federal (CEF) no estado do Rio de Janeiro.
Já em 1947 foi designado interventor federal no estado, em substituição a Hugo Silva, exercendo o cargo entre 6 e 24 de fevereiro de 1947.